# Decaschistia crotonifolia
Decaschistia crotonifolia är en malvaväxtart som beskrevs av Robert Wight och Arn.. Decaschistia crotonifolia ingår i släktet Decaschistia och familjen malvaväxter. Inga underarter finns listade i Catalogue of Life.

## Bildgalleri

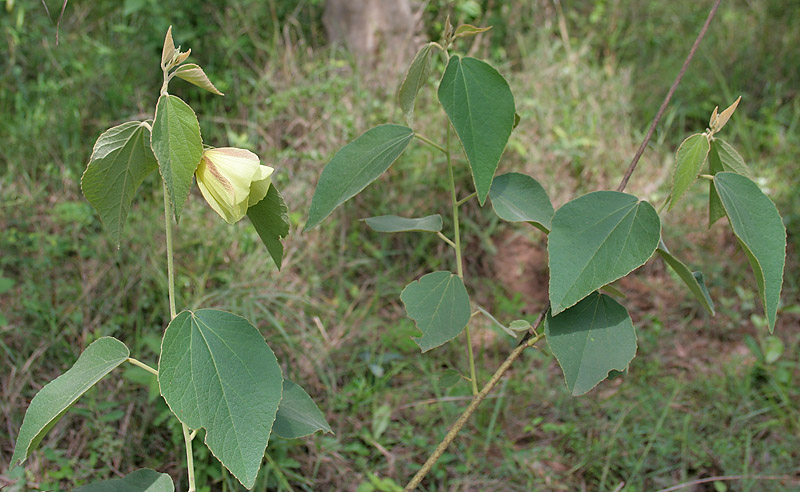
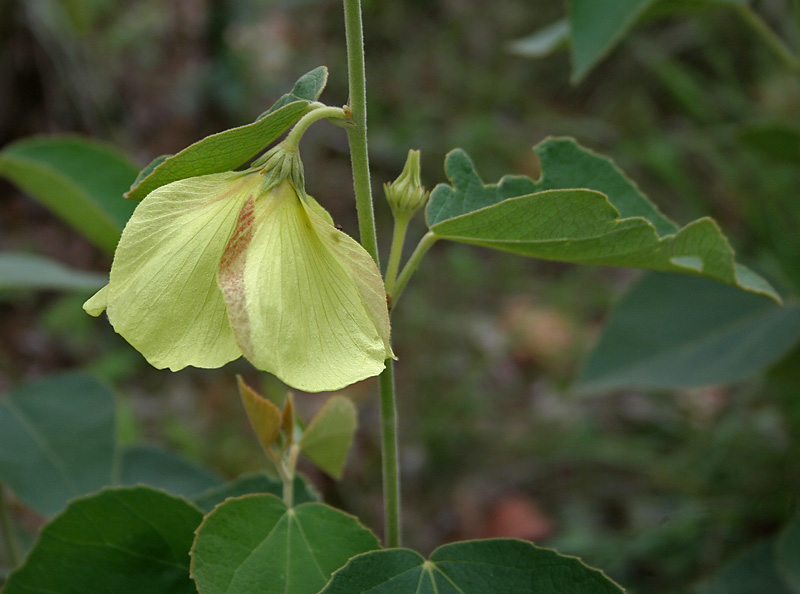
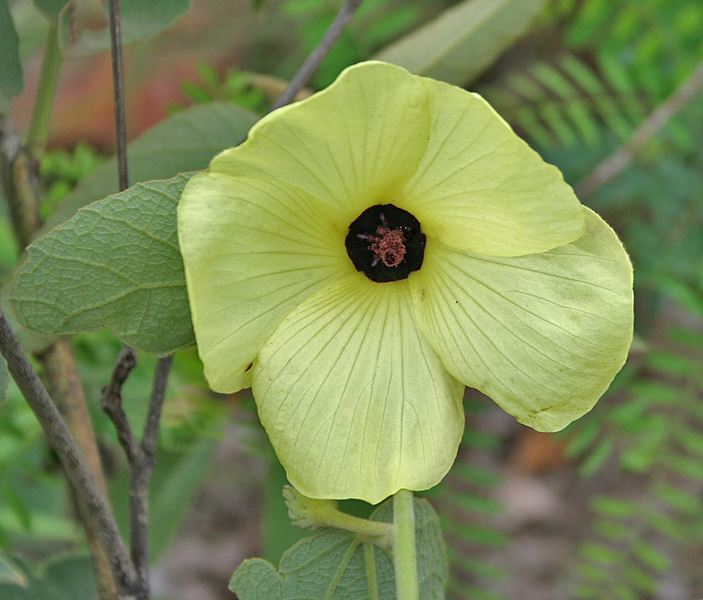